# Jeremy Sarmiento
Jeremy Leonel Sarmiento Morante (Madrid, 16 de junio de 2002) es un futbolista hispanoecuatoriano. Juega como delantero y su equipo actual es el Burnley de la EFL Championship de Inglaterra, cedido por el Brighton & Hove Albion. Es internacional absoluto con la selección de fútbol de Ecuador desde 2021.

## Trayectoria
Realizó su carrera juvenil de Liga en el Charlton Athletic y el Benfica. Sarmiento fichó por la cantera del Brighton & Hove Albion de la Premier League el 2 de julio de 2021. Hizo su debut profesional el 22 de septiembre, sustituyendo al lesionado Alexis Mac Allister en el minuto 69 en la victoria en casa 2-0 sobre el Swansea City por la tercera ronda de la Copa de la Liga de Inglaterra.
Sarmiento formó parte del equipo de la jornada de la Premier League por primera vez el 2 de octubre, permaneciendo como suplente no utilizado en el empate 0-0 en casa contra el Arsenal. Hizo su primera salida para The Seagulls el 27 de octubre, jugando 69 minutos de la eventual derrota por penales ante Leicester City por la Copa de la Liga. Hizo su debut en la Premier League el 27 de noviembre, entrando como suplente en el minuto 82 en sustitución de Jakub Moder en el empate sin goles en casa contra el Leeds United.
El 25 de julio de 2023, llega cedido al West Bromwich Albion F. C. de la Championship de Inglaterra por una temporada. A mitad del torneo se interrumpió el préstamo por pedido del Brighton & Hove Albion, en total disputó 21 partidos y marcó dos goles.
En enero de 2024 fue cedido por seis meses al Ipswich Town de la Championship de Inglaterra, con opción a extenderse por una temporada más. Al finalizar el campeonato logró el ascenso a la máxima división inglesa con The Blues anotando cuatro goles y siendo clave en algunos partidos, sin embargo no fue renovada la cesión y regresó al Brighton. En agosto fue cedido por una temporada al Burnley Football Club de la Championship inglesa.

## Selección nacional

### Selección absoluta
Sarmiento nació en España de padres ecuatorianos y se mudó a Inglaterra a la edad de 7 años. Es internacional juvenil con Inglaterra y los representó en el Campeonato Europeo Sub-17 de la UEFA 2019. En octubre de 2019 anotó el gol de la victoria para Inglaterra sub-18 en la victoria por 3-2 ante Austria.
Fue convocado a la selección ecuatoriana por primera vez en octubre de 2021 para las eliminatorias de la Copa del Mundo 2022 contra Bolivia, Venezuela y Colombia. Debutó en una victoria por 3-0 sobre Bolivia el 7 de octubre de 2021. El 14 de noviembre de 2022 fue incluido en la lista final para la Copa Mundial Catar 2022.
En marzo de 2023, el centrocampista ecuatoriano sufrió la fractura del quinto metatarsiano durante el amistoso que disputaron las selecciones de Australia y Ecuador, en Sídney, por la primera fecha FIFA previo a las eliminatorias sudamericanas del Mundial 2026.
El 29 de mayo de 2024, fue incluido en la lista de 26 futbolistas convocados por Félix Sánchez Bas para su participación en la Copa América 2024.
Fue convocado por Sebastián Beccacece para disputar la doble fecha de las eliminatorias para el Mundial de Canadá, Estados Unidos y México 2026 de septiembre de 2024 ante Brasil y Perú.

#### Participaciones en Copas del Mundo
| Mundial           | Sede  | Resultado      | Partidos | Goles |
| ----------------- | ----- | -------------- | -------- | ----- |
| Copa Mundial 2022 | Catar | Fase de grupos | 3        | 0     |

#### Participaciones en eliminatorias
| Eliminatorias      | Sede            | Resultado   | Partidos | Goles |
| ------------------ | --------------- | ----------- | -------- | ----- |
| Eliminatorias 2022 | América del Sur | Clasificado | 5        | 0     |
| Eliminatorias 2026 | América del Sur | Clasificado | 3        | 0     |

#### Participaciones en Copa América
| Copa              | Sede           | Resultado        | Partidos | Goles |
| ----------------- | -------------- | ---------------- | -------- | ----- |
| Copa América 2024 | Estados Unidos | Cuartos de final | 4        | 1     |

### Partidos internacionales
Actualizado al último partido disputado el 14 de noviembre de 2024.
| \| N.° \| Fecha \| Ciudad \| Rival \| Resultado \| Resultado \| Competencia \| \| --- \| ------------------------ \| --------------- \| ------------ \| ------------ \| --------- \| ----------------------------------- \| \| 1. \| 7 de octubre de 2021 \| Guayaquil \| Bolivia \| 3-0 \| Victoria \| Eliminatorias al Mundial Catar 2022 \| \| 2. \| 11 de noviembre de 2021 \| Quito \| Venezuela \| 1-0 \| Victoria \| Eliminatorias al Mundial Catar 2022 \| \| 3. \| 16 de noviembre de 2021 \| Santiago \| Chile \| 2-0 \| Victoria \| Eliminatorias al Mundial Catar 2022 \| \| 4. \| 24 de marzo de 2022 \| Ciudad del Este \| Paraguay \| 1-3 \| Derrota \| Eliminatorias al Mundial Catar 2022 \| \| 5. \| 29 de marzo de 2022 \| Guayaquil \| Argentina \| 1-1 \| Empate \| Eliminatorias al Mundial Catar 2022 \| \| 6. \| 2 de junio de 2022 \| Harrison \| Nigeria \| 1-0 \| Victoria \| Amistoso \| \| 7. \| 5 de junio de 2022 \| Chicago \| México \| 0-0 \| Empate \| Amistoso \| \| 8. \| 11 de junio de 2022 \| Fort Lauderdale \| Cabo Verde \| 1-0 \| Victoria \| Amistoso \| \| 9. \| 27 de septiembre de 2022 \| Düsseldorf \| Japón \| 0-0 \| Empate \| Amistoso \| \| 10. \| 20 de noviembre de 2022 \| Jor \| Catar \| 2-0 \| Victoria \| Mundial Catar 2022 \| \| 11. \| 25 de noviembre de 2022 \| Rayán \| Países Bajos \| 1-1 \| Empate \| Mundial Catar 2022 \| \| 12. \| 29 de noviembre de 2022 \| Rayán \| Senegal \| 1-2 \| Derrota \| Mundial Catar 2022 \| \| 13. \| 24 de marzo de 2023 \| Sídney \| Australia \| 1-3 \| Derrota \| Amistoso \| \| 14. \| 21 de marzo de 2024 \| Harrison \| Guatemala \| 2-0 \| Victoria \| Amistoso \| \| 15. \| 24 de marzo de 2024 \| Harrison \| Italia \| 0-2 \| Derrota \| Amistoso \| \| 16. \| 9 de junio de 2024 \| Chicago \| Argentina \| 0-1 \| Derrota \| Amistoso \| \| 17. \| 16 de junio de 2024 \| East Hartford \| Honduras \| 2-1 \| Victoria \| Amistoso \| \| 18. \| 22 de junio de 2024 \| Santa Clara \| Venezuela \| 1-2 \| Derrota \| Copa América 2024 \| \| 19. \| 26 de junio de 2024 \| Paradise \| Jamaica \| 3-1 \| Victoria \| Copa América 2024 \| \| 20. \| 30 de junio de 2024 \| Glendale \| México \| 0-0 \| Empate \| Copa América 2024 \| \| 21. \| 4 de julio de 2024 \| Houston \| Argentina \| 1-1 (2-4 p.) \| Empate \| Copa América 2024 \| \| 22. \| 6 de septiembre de 2024 \| Curitiba \| Brasil \| 0-1 \| Derrota \| Eliminatorias al Mundial 2026 \| \| 23. \| 10 de octubre de 2024 \| Quito \| Paraguay \| 0-0 \| Empate \| Eliminatorias al Mundial 2026 \| \| 24. \| 14 de noviembre de 2024 \| Guayaquil \| Bolivia \| 4-0 \| Victoria \| Eliminatorias al Mundial 2026 \| |                          |                 |              |              |           |                                     |
| N.° | Fecha                    | Ciudad          | Rival        | Resultado    | Resultado | Competencia                         |
| 1. | 7 de octubre de 2021     | Guayaquil       | Bolivia      | 3-0          | Victoria  | Eliminatorias al Mundial Catar 2022 |
| 2. | 11 de noviembre de 2021  | Quito           | Venezuela    | 1-0          | Victoria  | Eliminatorias al Mundial Catar 2022 |
| 3. | 16 de noviembre de 2021  | Santiago        | Chile        | 2-0          | Victoria  | Eliminatorias al Mundial Catar 2022 |
| 4. | 24 de marzo de 2022      | Ciudad del Este | Paraguay     | 1-3          | Derrota   | Eliminatorias al Mundial Catar 2022 |
| 5. | 29 de marzo de 2022      | Guayaquil       | Argentina    | 1-1          | Empate    | Eliminatorias al Mundial Catar 2022 |
| 6. | 2 de junio de 2022       | Harrison        | Nigeria      | 1-0          | Victoria  | Amistoso                            |
| 7. | 5 de junio de 2022       | Chicago         | México       | 0-0          | Empate    | Amistoso                            |
| 8. | 11 de junio de 2022      | Fort Lauderdale | Cabo Verde   | 1-0          | Victoria  | Amistoso                            |
| 9. | 27 de septiembre de 2022 | Düsseldorf      | Japón        | 0-0          | Empate    | Amistoso                            |
| 10. | 20 de noviembre de 2022  | Jor             | Catar        | 2-0          | Victoria  | Mundial Catar 2022                  |
| 11. | 25 de noviembre de 2022  | Rayán           | Países Bajos | 1-1          | Empate    | Mundial Catar 2022                  |
| 12. | 29 de noviembre de 2022  | Rayán           | Senegal      | 1-2          | Derrota   | Mundial Catar 2022                  |
| 13. | 24 de marzo de 2023      | Sídney          | Australia    | 1-3          | Derrota   | Amistoso                            |
| 14. | 21 de marzo de 2024      | Harrison        | Guatemala    | 2-0          | Victoria  | Amistoso                            |
| 15. | 24 de marzo de 2024      | Harrison        | Italia       | 0-2          | Derrota   | Amistoso                            |
| 16. | 9 de junio de 2024       | Chicago         | Argentina    | 0-1          | Derrota   | Amistoso                            |
| 17. | 16 de junio de 2024      | East Hartford   | Honduras     | 2-1          | Victoria  | Amistoso                            |
| 18. | 22 de junio de 2024      | Santa Clara     | Venezuela    | 1-2          | Derrota   | Copa América 2024                   |
| 19. | 26 de junio de 2024      | Paradise        | Jamaica      | 3-1          | Victoria  | Copa América 2024                   |
| 20. | 30 de junio de 2024      | Glendale        | México       | 0-0          | Empate    | Copa América 2024                   |
| 21. | 4 de julio de 2024       | Houston         | Argentina    | 1-1 (2-4 p.) | Empate    | Copa América 2024                   |
| 22. | 6 de septiembre de 2024  | Curitiba        | Brasil       | 0-1          | Derrota   | Eliminatorias al Mundial 2026       |
| 23. | 10 de octubre de 2024    | Quito           | Paraguay     | 0-0          | Empate    | Eliminatorias al Mundial 2026       |
| 24. | 14 de noviembre de 2024  | Guayaquil       | Bolivia      | 4-0          | Victoria  | Eliminatorias al Mundial 2026       |

### Goles internacionales
| \| N.° \| Fecha \| Lugar \| Rival \| Gol \| Resultado \| Resultado \| Competición \| \| --- \| ------------------- \| ------------------------------------------------------ \| --------- \| --- \| --------- \| --------- \| ----------------- \| \| 1. \| 16 de junio de 2024 \| Pratt & Whitney Stadium, East Hartford, Estados Unidos \| Honduras \| 1–0 \| 2–1 \| Victoria \| Amistoso \| \| 2. \| 22 de junio de 2024 \| Levi's Stadium, Santa Clara, Estados Unidos \| Venezuela \| 1–0 \| 1–2 \| Derrota \| Copa América 2024 \| |                     |                                                        |           |     |           |           |                   |
| N.° | Fecha               | Lugar                                                  | Rival     | Gol | Resultado | Resultado | Competición       |
| 1. | 16 de junio de 2024 | Pratt & Whitney Stadium, East Hartford, Estados Unidos | Honduras  | 1–0 | 2–1       | Victoria  | Amistoso          |
| 2. | 22 de junio de 2024 | Levi's Stadium, Santa Clara, Estados Unidos            | Venezuela | 1–0 | 1–2       | Derrota   | Copa América 2024 |

## Estadísticas

### Clubes
Actualizado al último partido disputado el 3 de mayo de 2025.
| Club                                    | Div.          | Temporada     | Liga  | Liga  | Copas nacionales | Copas nacionales | Copas internacionales | Copas internacionales | Total | Total |
| Club                                    | Div.          | Temporada     | Part. | Goles | Part.            | Goles            | Part.                 | Goles                 | Part. | Goles |
| --------------------------------------- | ------------- | ------------- | ----- | ----- | ---------------- | ---------------- | --------------------- | --------------------- | ----- | ----- |
| Brighton & Hove Albion F. C. Inglaterra | 1.ª           | 2021-22       | 5     | 0     | 2                | 0                | Inexistentes          | Inexistentes          | 7     | 0     |
| Brighton & Hove Albion F. C. Inglaterra | 1.ª           | 2022-23       | 9     | 0     | 3                | 0                | Inexistentes          | Inexistentes          | 12    | 0     |
| West Bromwich Albion F. C. Inglaterra   | 2.ª           | 2023-24       | 20    | 2     | 1                | 0                | Inexistentes          | Inexistentes          | 21    | 2     |
| West Bromwich Albion F. C. Inglaterra   | Total club    | Total club    | 20    | 2     | 1                | 0                | 0                     | 0                     | 21    | 2     |
| Ipswich Town F. C. Inglaterra           | 2.ª           | 2023-24       | 20    | 3     | 2                | 1                | Inexistentes          | Inexistentes          | 22    | 4     |
| Ipswich Town F. C. Inglaterra           | Total club    | Total club    | 20    | 3     | 2                | 1                | 0                     | 0                     | 22    | 4     |
| Brighton & Hove Albion F. C. Inglaterra | 1.ª           | 2024-25       | 1     | 0     | 1                | 1                | Inexistentes          | Inexistentes          | 2     | 1     |
| Brighton & Hove Albion F. C. Inglaterra | Total club    | Total club    | 15    | 0     | 6                | 1                | 0                     | 0                     | 21    | 1     |
| Burnley F. C. Inglaterra                | 2.ª           | 2024-25       | 35    | 4     | 2                | 0                | Inexistentes          | Inexistentes          | 37    | 4     |
| Burnley F. C. Inglaterra                | Total club    | Total club    | 35    | 4     | 2                | 0                | 0                     | 0                     | 37    | 4     |
| Total carrera                           | Total carrera | Total carrera | 90    | 9     | 11               | 2                | 0                     | 0                     | 101   | 11    |
| 1.                                      |               |               |       |       |                  |                  |                       |                       |       |       |

### Selección
Actualizado al último partido disputado el 14 de noviembre de 2024.
| Selección          | Año             | Amistosos | Amistosos | Amistosos | Continental | Continental | Continental | Mundial | Mundial | Mundial | Total | Total | Total  | Media goleadora |
| Selección          | Año             | Part.     | Goles     | Asist.    | Part.       | Goles       | Asist.      | Part.   | Goles   | Asist.  | Part. | Goles | Asist. | Media goleadora |
| ------------------ | --------------- | --------- | --------- | --------- | ----------- | ----------- | ----------- | ------- | ------- | ------- | ----- | ----- | ------ | --------------- |
| Sub-16 Inglaterra  | 2017            | 2         | 0         | 0         | —           | —           | —           | —       | —       | —       | 2     | 0     | 0      | 0               |
| Sub-16 Inglaterra  | 2018            | 2         | 0         | 0         | —           | —           | —           | —       | —       | —       | 2     | 0     | 0      | 0               |
| Sub-16 Inglaterra  | Total           | 4         | 0         | 0         | 0           | 0           | 0           | 0       | 0       | 0       | 4     | 0     | 0      | 0               |
| Sub-17 Inglaterra  | 2018            | 3         | 2         | 0         | —           | —           | —           | —       | —       | —       | 3     | 2     | 0      | 0.67            |
| Sub-17 Inglaterra  | 2019            | 1         | 0         | 0         | 1           | 0           | 0           | —       | —       | —       | 2     | 0     | 0      | 0               |
| Sub-17 Inglaterra  | Total           | 4         | 2         | 0         | 1           | 0           | 0           | 0       | 0       | 0       | 5     | 2     | 0      | 0.4             |
| Sub-18 Inglaterra  | 2019            | 6         | 1         | 1         | —           | —           | —           | —       | —       | —       | 6     | 1     | 1      | 0.17            |
| Absoluta · Ecuador | 2021            | —         | —         | —         | 3           | 0           | 0           | —       | —       | —       | 3     | 0     | 0      | 0               |
| Absoluta · Ecuador | 2022            | 4         | 0         | 0         | 2           | 0           | 0           | 3       | 0       | 0       | 9     | 0     | 0      | 0               |
| Absoluta · Ecuador | 2023            | 1         | 0         | 1         | —           | —           | —           | —       | —       | —       | 1     | 0     | 1      | 0               |
| Absoluta · Ecuador | 2024            | 4         | 1         | 1         | 7           | 1           | 0           | —       | —       | —       | 11    | 2     | 1      | 0.18            |
| Absoluta · Ecuador | Total           | 9         | 1         | 2         | 12          | 1           | 0           | 3       | 0       | 0       | 24    | 2     | 2      | 0.08            |
| Total selección    | Total selección | 23        | 4         | 3         | 13          | 1           | 0           | 3       | 0       | 0       | 39    | 5     | 3      | 0.13            |
| 1. 2.              |                 |           |           |           |             |             |             |         |         |         |       |       |        |                 |

## Palmarés

### Distinciones individuales
| Distinción                                     | Año  |
| ---------------------------------------------- | ---- |
| Mejor jugador joven del Brighton & Hove Albion | 2022 |